# Olympische Sommerspiele 1924/Leichtathletik – Marathon (Männer)

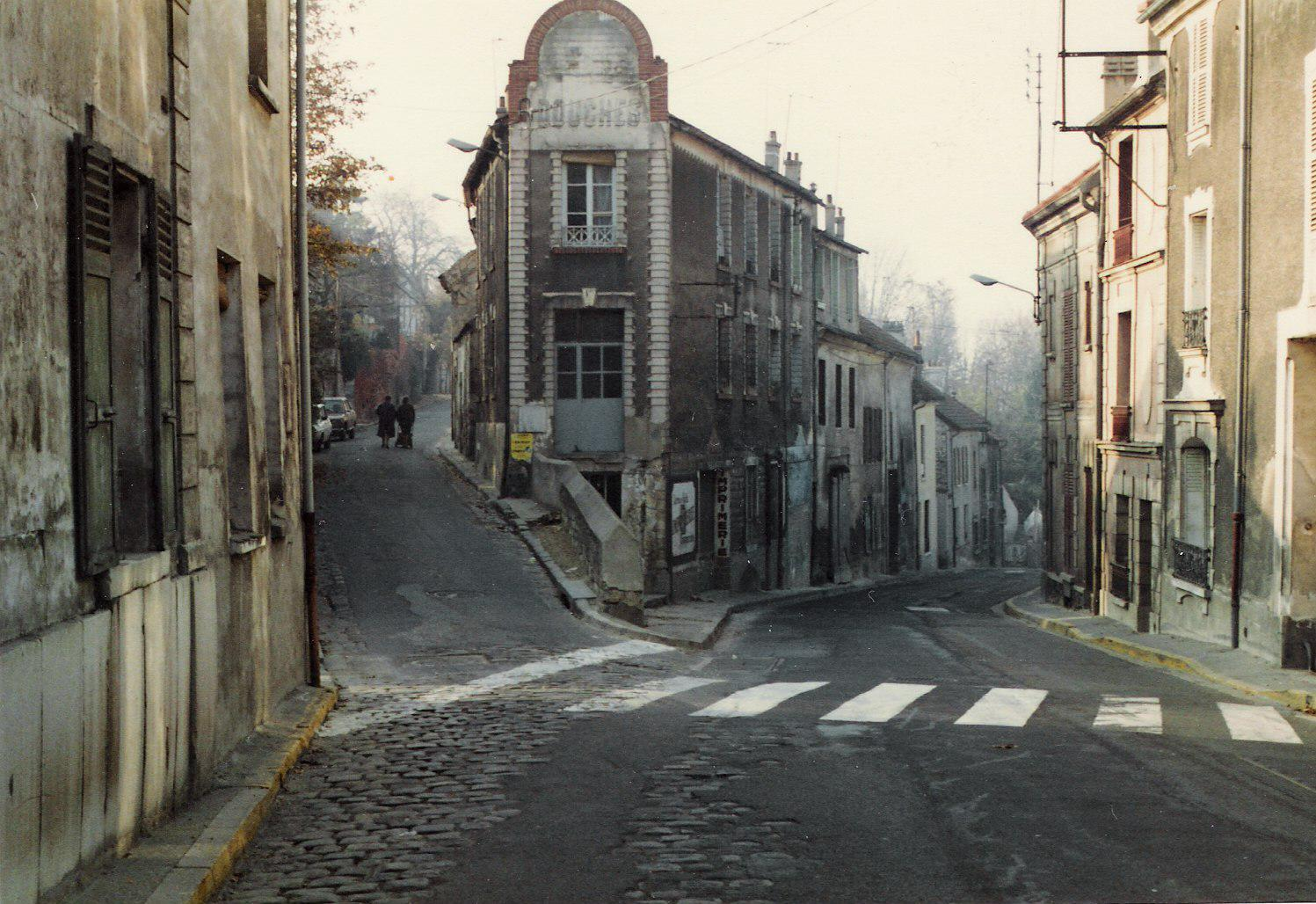
Herblay-sur-Seine, Durchgangsort des Marathonlaufs

Der Marathonlauf der Männer bei den Olympischen Spielen 1924 in Paris wurde am 13. Juli 1924 ausgetragen. 58 Athleten nahmen daran teil. Die Strecke führte nach 1908 zum zweiten Mal über die bis heute gültige Standarddistanz von 42,195 km.
Olympiasieger wurde der Finne Albin Stenroos vor dem Italiener Romeo Bertini und dem US-Amerikaner Clarence DeMar.

## Bestehende Rekorde
Offizielle Rekorde wurden damals in dieser Disziplin außer bei Meisterschaften und Olympischen Spielen aufgrund der unterschiedlichen Streckenbeschaffenheiten nicht geführt.
| Weltbestzeit       | 2:32:35,8 h | Hannes Kolehmainen ( Finnland) | OS Antwerpen, Belgien | 22. August 1920 |
| Olympischer Rekord | 2:32:35,8 h | Hannes Kolehmainen ( Finnland) | OS Antwerpen, Belgien | 22. August 1920 |

Der bestehende olympische Rekord wurde hier in Paris um mehr als achteinhalb Minuten verfehlt.

## Strecke

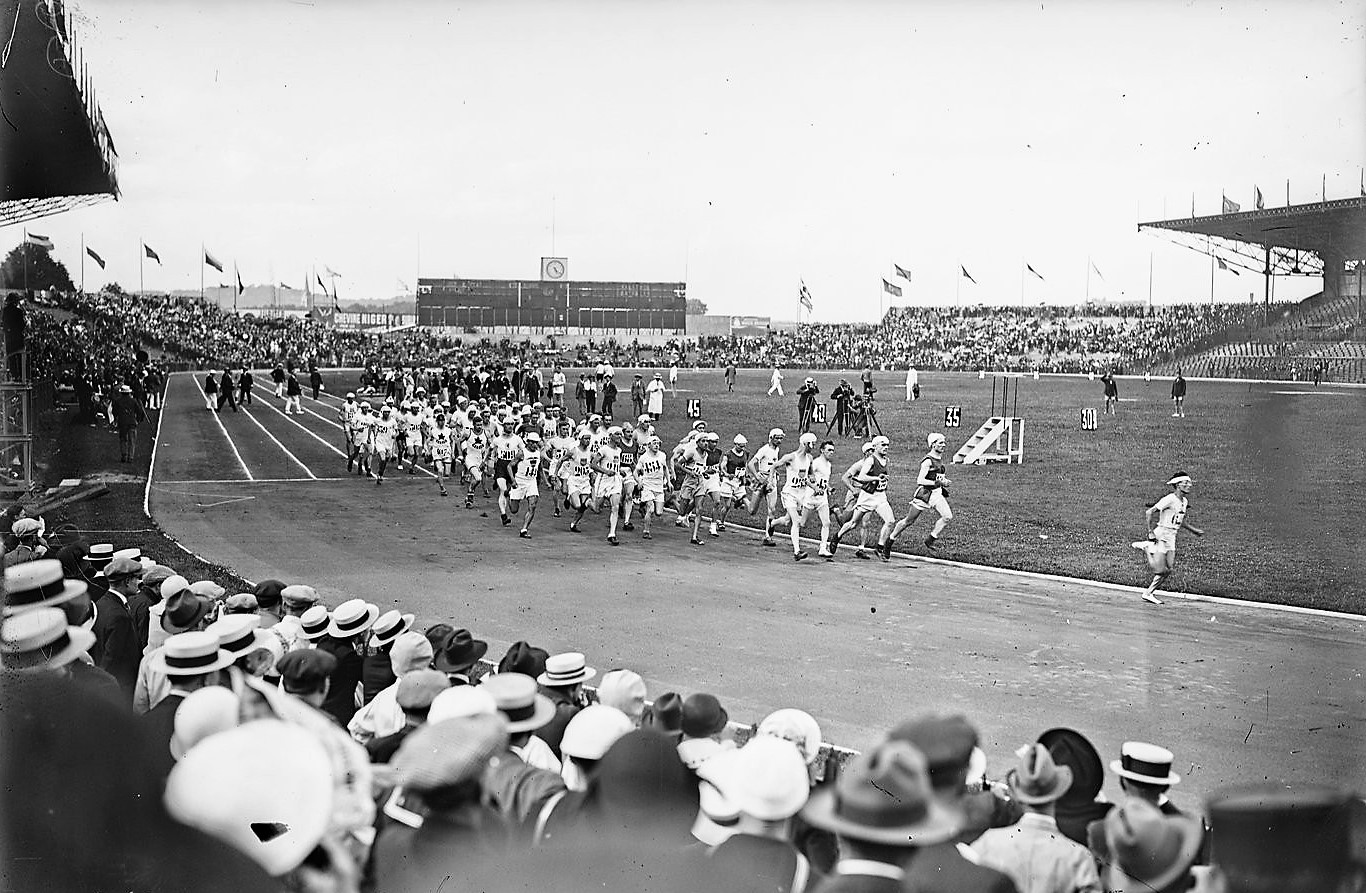
Start des Marathonlaufs im Stade de Colombes

Nach dem Start im Stade de Colombes führte die Strecke aus dem Stadion heraus über die Seine auf den Pont-Aqueduc de Colombes. Es ging weiter in nordwestlicher Richtung zur Kontrollstation in Val-Notre-Dame. Über den Ort Cormeilles-en-Parisis führte die Route nach Herblay-sur-Seine und dann in nördlicher Richtung nach Pierrelaye. Vorbei an einer weiteren Kontrollstation in Saint-Ouen-l’Aumône überquerte der Weg über die Pontoise den Fluss Oise und bog anschließend in nordöstlicher Richtung dem Flussverlauf folgend ab. Im Ortsteil Le Chou gab es eine Schleife, wonach es auf der gleichen Strecke wieder zurück ins Stadion ging. Dort musste zuletzt noch eine halbe Runde zurückgelegt werden.

## Endergebnis

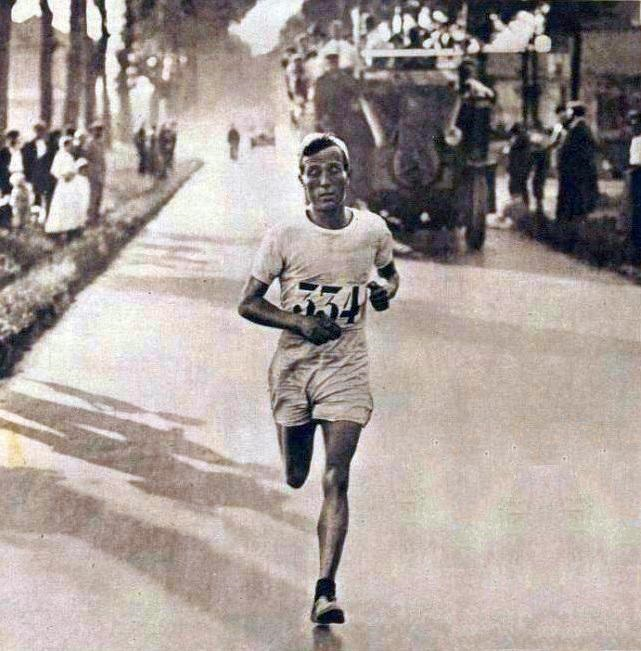
Albin Stenroos gewann den Marathonlauf mit fast sechs Minuten Vorsprung

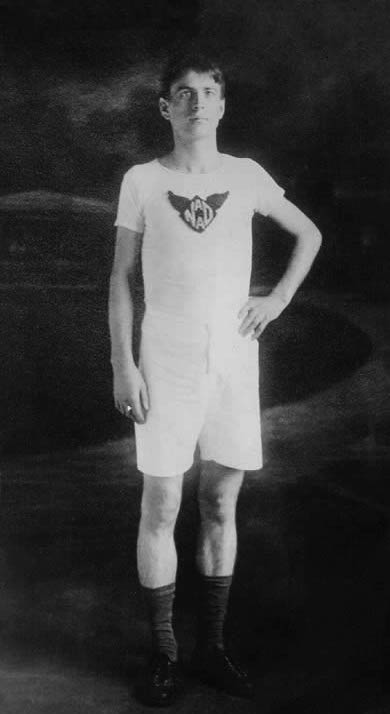
Clarence DeMar, Gewinner der Bronzemedaille (Porträt von 1912)

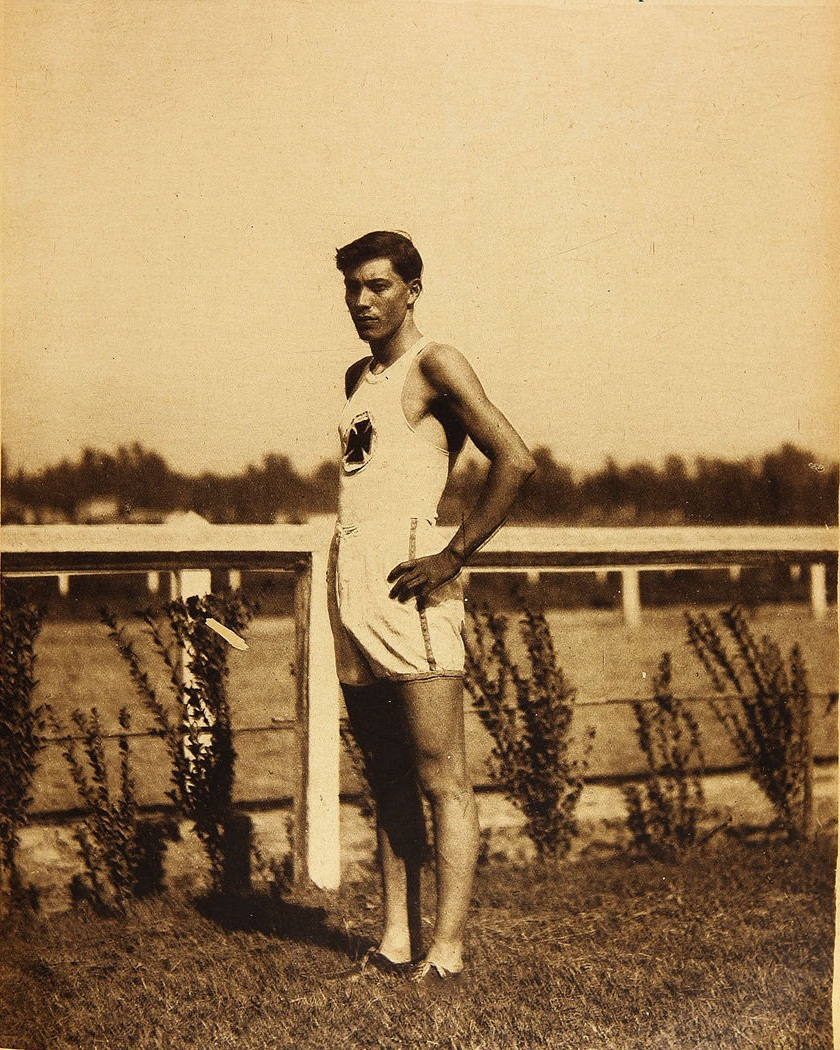
Manuel Plaza wurde Sechster

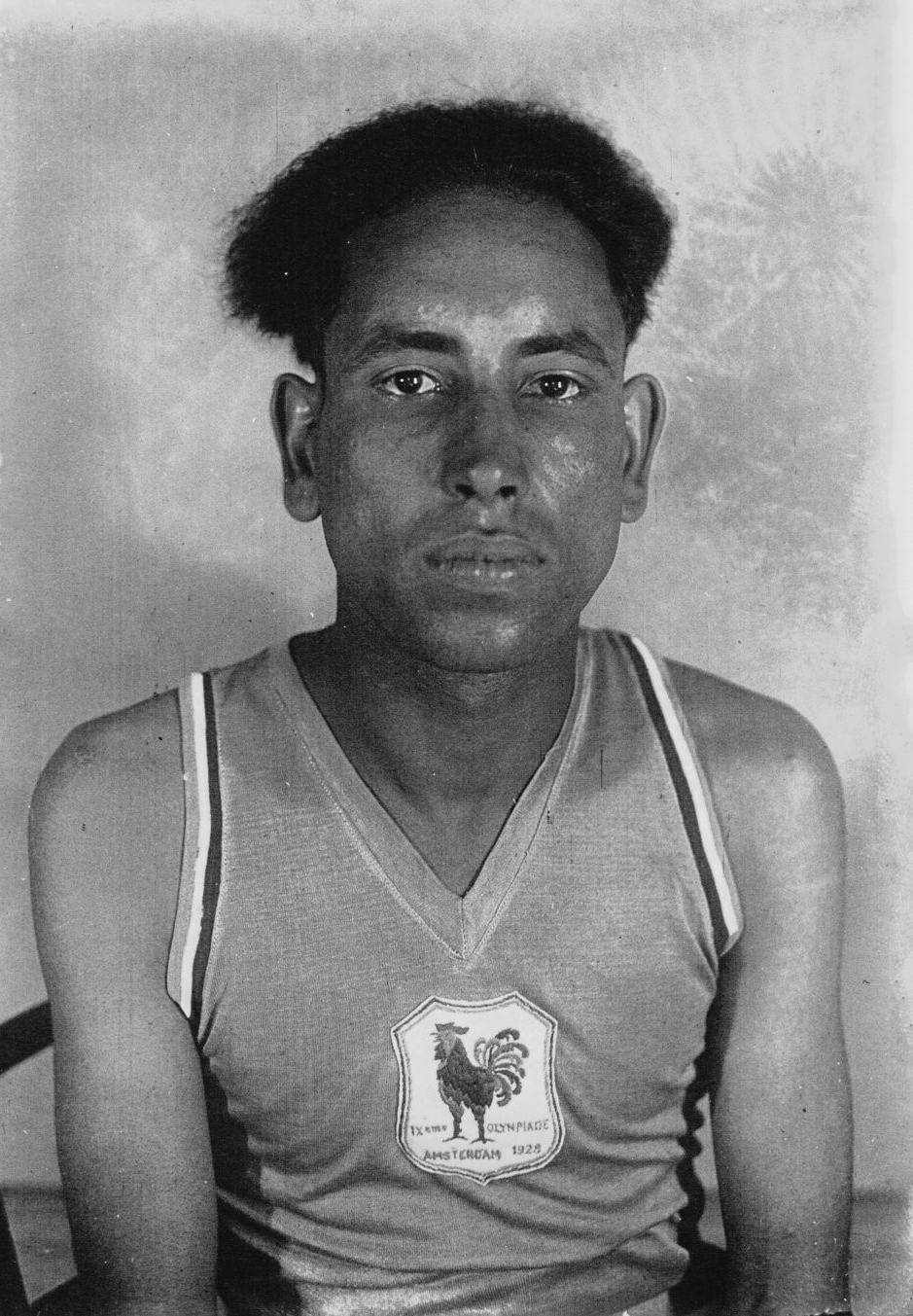
Bester Franzose auf Platz sieben: Boughera El-Ouafi

Datum: 13. Juli 1924, 17.23 Uhr
| Platz | Name                    | Nation                | Zeit        | Anmerkung |
| ----- | ----------------------- | --------------------- | ----------- | --------- |
| 1     | Albin Stenroos          | Finnland              | 2:41:22,6 h |           |
| 2     | Romeo Bertini           | Königreich Italien    | 2:47:19,6 h |           |
| 3     | Clarence DeMar          | USA                   | 2:48:14,0 h |           |
| 4     | Lauri Halonen           | Finnland              | 2:49:47,4 h |           |
| 5     | Sam Ferris              | Großbritannien        | 2:52:26,0 h |           |
| 6     | Manuel Plaza            | Chile                 | 2:52:54,0 h |           |
| 7     | Boughera El-Ouafi       | Frankreich            | 2:54:19,6 h |           |
| 8     | Gustav Kinn             | Schweden              | 2:54:33,4 h |           |
| 9     | Dionisio Carreras       | Spanien               | 2:57:18,4 h |           |
| 10    | Jüri Lossmann           | Estland               | 2:57:54,6 h |           |
| 11    | Axel Jensen             | Dänemark              | 2:58:44,8 h |           |
| 12    | Jean-Baptiste Manhès    | Frankreich            | 3:00:34,0 h |           |
| 13    | John Cuthbert           | Kanada                | 3:00:44,6 h |           |
| 14    | Victor McAuley          | Kanada                | 3:02:05,4 h |           |
| 15    | Marcel Alavoine         | Belgien               | 3:03:20,0 h |           |
| 16    | Frank Wendling          | USA                   | 3:05:09,8 h |           |
| 17    | Arthur Farrimond        | Großbritannien        | 3:05:15,0 h |           |
| 18    | Frank Zuna              | USA                   | 3:05:52,2 h |           |
| 19    | Harry Phillips          | Südafrikanische Union | 3:07:13,0 h |           |
| 20    | Auguste Broos           | Belgien               | 3:14:03,0 h |           |
| 21    | Henning Karlsson        | Schweden              | 3:14:21,4 h |           |
| 22    | Tullio Biscuola         | Königreich Italien    | 3:19:05,0 h |           |
| 23    | William Churchill       | USA                   | 3:19:18,0 h |           |
| 24    | Mohammed Ghermati       | Frankreich            | 3:20:27,0 h |           |
| 25    | Charles Mellor          | USA                   | 3:24:07,0 h |           |
| 26    | Pierre-Georges LeClercq | Belgien               | 3:27:54,0 h |           |
| 27    | Jack McKenna            | Großbritannien        | 3:30:40,0 h |           |
| 28    | Antal Lovas             | Ungarn                | 3:35:24,0 h |           |
| 29    | Mahadeo Singh           | Britisch-Indien       | 3:37:36,0 h |           |
| 30    | Elmar Reimann           | Estland               | 3:40:52,0 h |           |
| DNF   | Ernesto Alciati         | Königreich Italien    |             |           |
| DNF   | Kikunosuke Tashiro      | Japan                 |             |           |
| DNF   | Angelo Malvicini        | Königreich Italien    |             |           |
| DNF   | Bohumil Honzátko        | Tschechoslowakei      |             |           |
| DNF   | Ralph Williams          | USA                   |             |           |
| DNF   | Belisario Villacís      | Ecuador               |             |           |
| DNF   | Gabriel Ruotsalainen    | Finnland              |             |           |
| DNF   | Kanaguri Shisō          | Japan                 |             |           |
| DNF   | Félicien Van De Putte   | Belgien               |             |           |
| DNF   | Ville Kyrönen           | Finnland              |             |           |
| DNF   | Alexandros Kranis       | Griechenland          |             |           |
| DNF   | Josef Eberle            | Tschechoslowakei      |             |           |
| DNF   | Alberto Cavallero       | Königreich Italien    |             |           |
| DNF   | Ettore Blasi            | Königreich Italien    |             |           |
| DNF   | Georges Verger          | Frankreich            |             |           |
| DNF   | Iraklis Sakellaropoulos | Griechenland          |             |           |
| DNF   | Yahei Miura             | Japan                 |             |           |
| DNF   | Ján Kalous              | Tschechoslowakei      |             |           |
| DNF   | Henrik Hietakari        | Finnland              |             |           |
| DNF   | Teunis Sprong           | Niederlande           |             |           |
| DNF   | Bobby Mills             | Großbritannien        |             |           |
| DNF   | Dunky Wright            | Großbritannien        |             |           |
| DNF   | Hannes Kolehmainen      | Finnland              |             |           |
| DNF   | Pál Király              | Ungarn                |             |           |
| DNF   | Cornelis Brouwer        | Niederlande           |             |           |
| DNF   | Théophilus Steurs       | Belgien               |             |           |
| DNF   | Ernest Letherland       | Großbritannien        |             |           |
| DNF   | Vyron Athanasiadis      | Griechenland          |             |           |

Der Start hatte sich um zwei Stunden verzögert, weil die Organisatoren wegen der Hitze und den Vorkommnissen beim Querfeldeinlauf dieser Spiele, die später als "Hitzeschlacht von Colombes" bezeichnet wurde, um die Gesundheit der Läufer besorgt waren. Gleich zu Anfang ging der Grieche Alexandros Kranis in Führung, gefolgt vom Kanadier John Cuthbert, dem Japaner Kikunosuke Tashiro und dem Schweden Gustav Kinn. Die Favoriten Albin Stenroos, Ville Kyrönen, Hannes Kolehmainen, Dunky Wright und Clarence DeMar hielten sich auf den ersten Kilometern zurück. Bei Herblay schloss DeMar zu den Führenden auf. Auch der Franzose Georges Verger ging mit nach vorne und übernahm bei Pierrelaye zur Begeisterung der französischen Zuschauer die Führung. Bald darauf folgten Stenroos, Romeo Bertini und DeMar. Auch Vergers Landsmann Jean-Baptiste Manhès blieb in Tuchfühlung. Bei der Wende übernahm Stenroos dann die Führung. Verger, DeMar, Bertini, der Italiener Ettore Blasi und der Finne Lauri Halonen folgten. Während Stenroos unangefochten vorne weg lief, kam es zwischen Bertini und DeMar zu einem Duell um Platz zwei, das der Italiener schließlich für sich entscheiden konnte. Halonen konnte das Tempo des Trios nicht mehr halten und kam als Vierter ins Ziel. Verger hatte schon in Pierrelaye aufgegeben, während mit Boughera El-Ouafi der beste Franzose auf Platz sieben ins Ziel kam. Der Olympiasieger von 1920 Hannes Kolehmainen konnte sich während des Rennens nicht an die Führungsgruppe heranarbeiten und gab ca. zwölf Kilometer vor dem Ziel an Position 29 liegend auf.

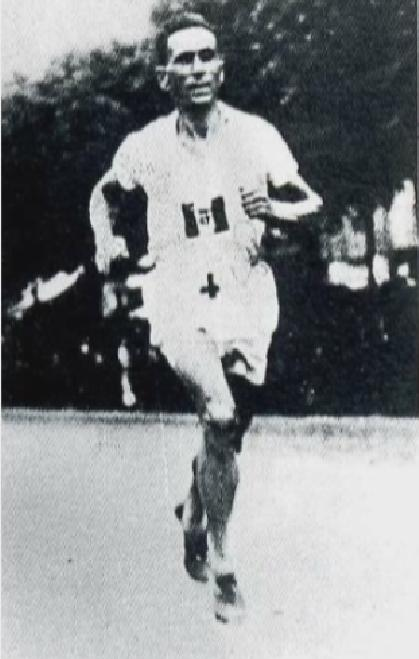
Tullio Biscuola kam auf Platz 22
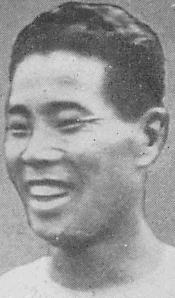
Kanaguri Shisō musste nach rund zwanzig Kilometern aufgeben
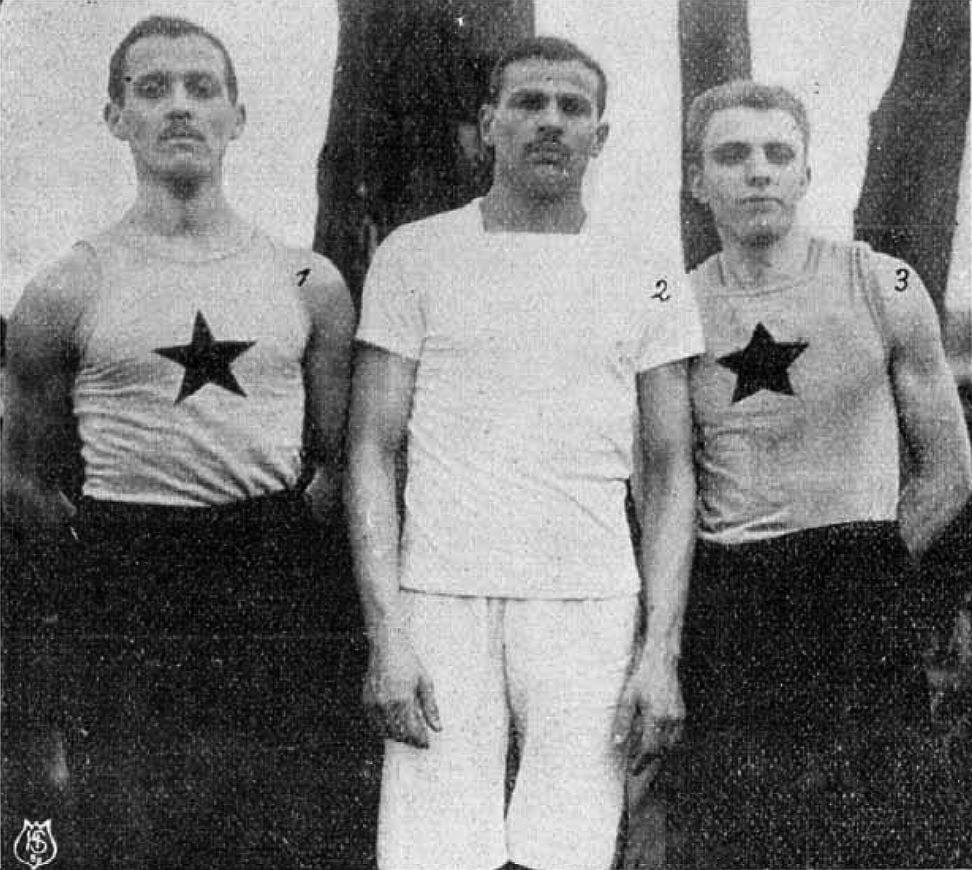
Antal Lovas (Mitte) – Rang 28

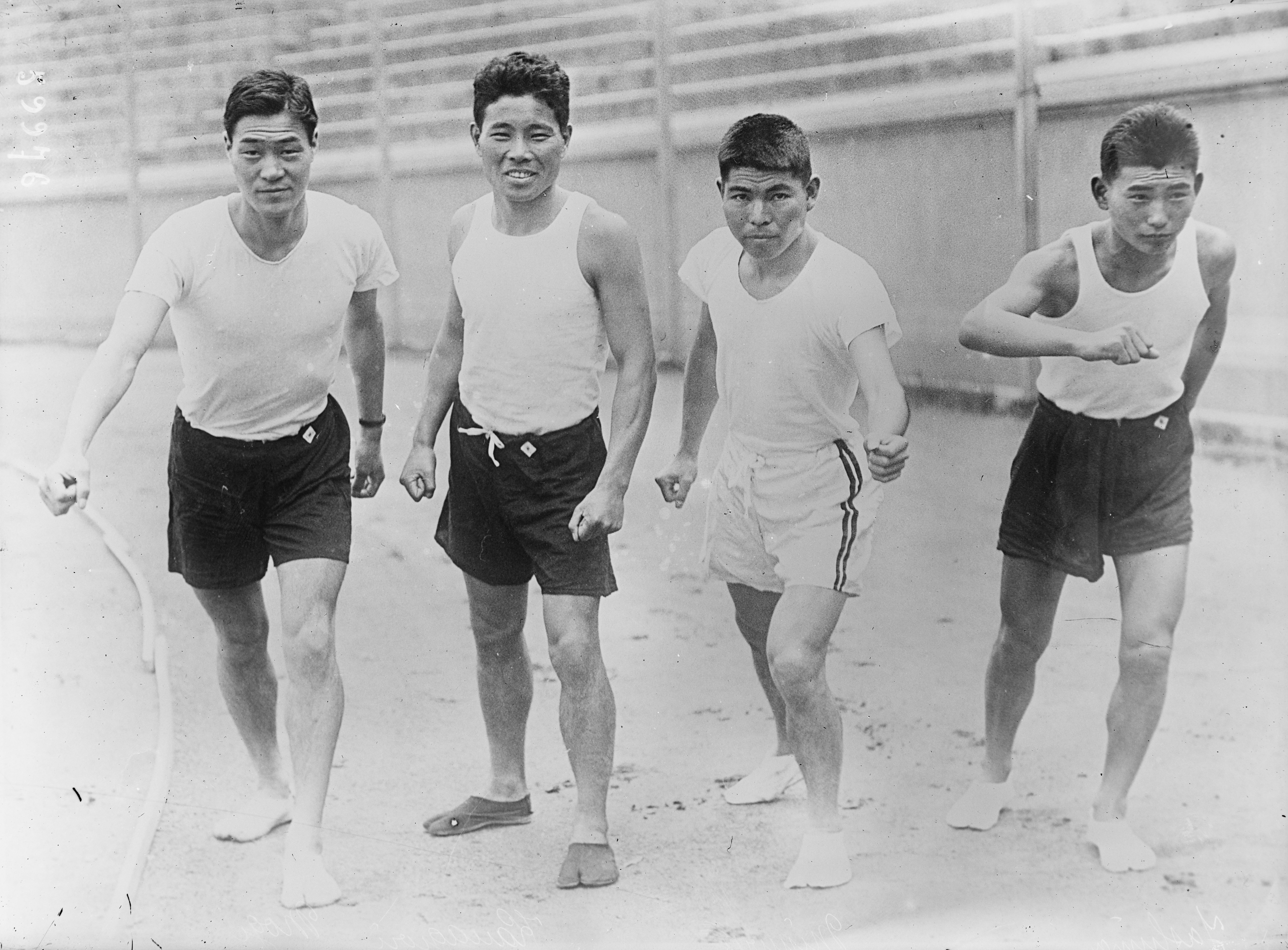
Yahei Miura (Zweiter von links) – Rennen nicht beendet
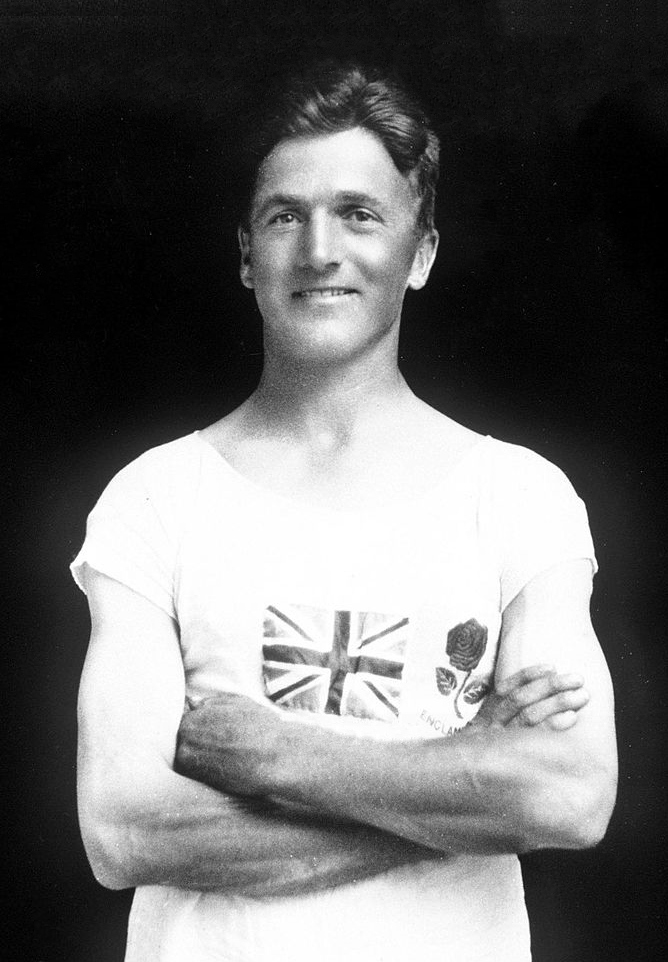
Bobby Mills – Rennen nicht beendet
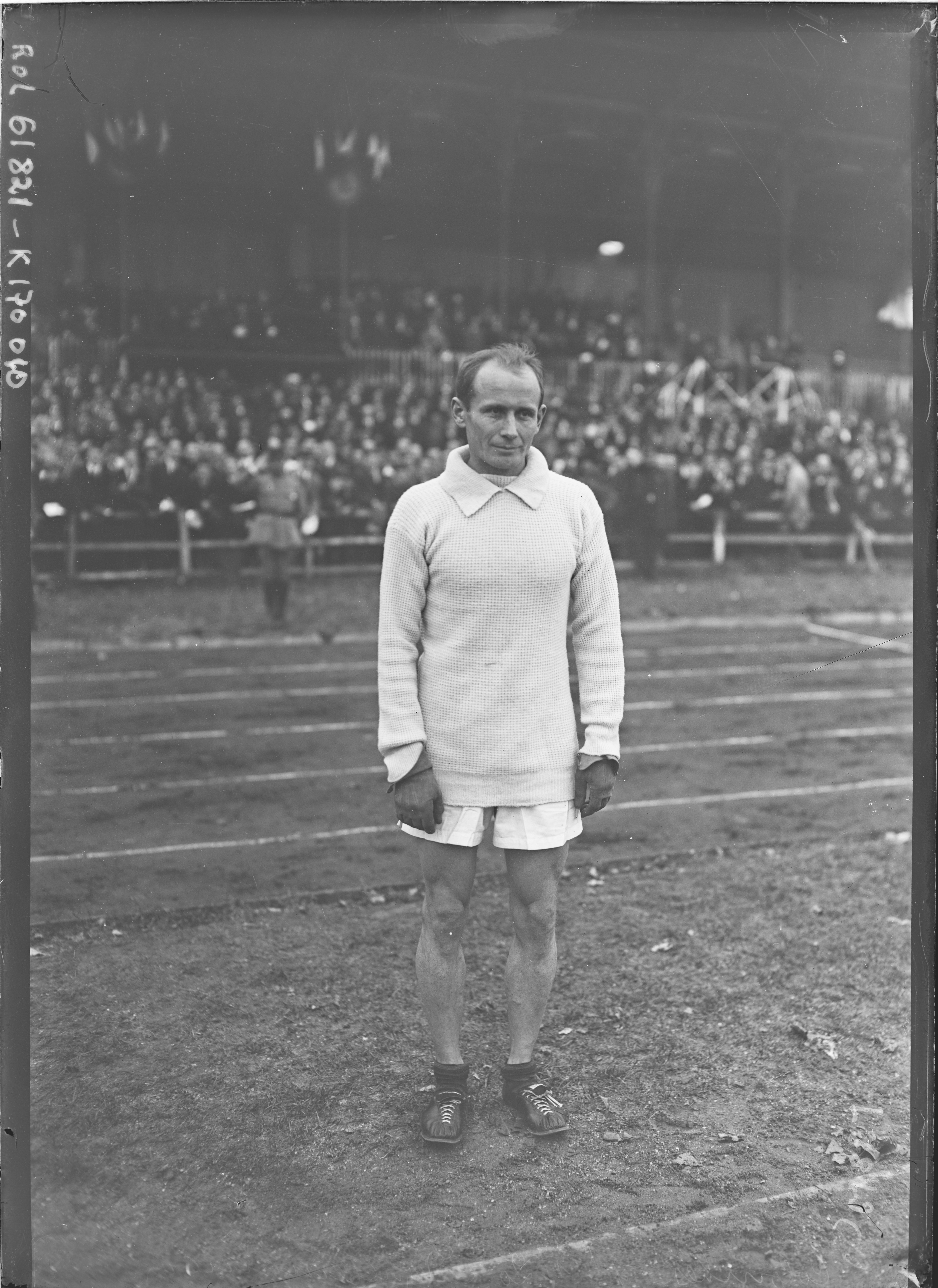
Auch Hannes Kolehmainen, Olympiasieger von 1920, kam nicht ins Ziel

## Video
- Paris 1924 Olympic Marathon, Marathon Week, youtube.com, abgerufen am 5. September 2017
- The Olympic Games in Paris, 1924 (1925 Documentary), youtube.com, Bereich: 1:20:19 h bis 1:30:25 h, abgerufen am 2. Juni 2021